# علي النجار
علي النجار (1940 -) هو فنان تشكيلي عراقي، ولد في بغداد، حاصل على دبلوم في الرسم من معهد الفنون الجميلة في بغداد 1961، عمل أستاذًا لتدريس الفنون لسنوات طويلة، وبسبب المضايقات والمعيشية الصعبة قرر مغادرة العراق والسفر إلى السويد في أواسط تسعينيات القرن الماضي، حيث كانت أغلب مواضيعه استلهمها من مواضيع الحرب وقضايا اجتماعية التي سببتها ظروف الحرب، ولكن رغم ابتعاده عن العراق لم ينقطع عن متابعة تجارب الفن العراقي، عبر العديد من كتاباته ومقالاته النقدية، كما أقام خمسة معارض شخصية في مدينه مالمو، عاش تجربة الصراع طويلا مع مرض السرطان لكنه استطاع أن يحول آلامه إلى ألوان وتكوينات جميلة، وكانت آخر اعماله الفنية والإبداعية التي جسد فيها معاناته مع المرض، شارك في العديد من المهرجانات والمعارض الجماعية العربية والدولية.

## جوائز وتكريمات
كُرم من قبل الجمعية الثقافية العراقية في مدينة مالمو السويدية، وذلك تقديرًا لمسيرته الفنية التي تجاوزت أربعة عقود من الزمن، واحتفالًا بالمنجز الإبداعي الذي جسدهُ.

## عضوية
- عضو في جمعية التشكيليين العراقيين.
- عضو في نقابة الفنانين العراقيين.
- عضو في رابطة الفنانين الأردنيين.
- عضو جمعية فناني جنوب السويد.
- عضو رابطة الفنانين المهاجرين فنلندا.[3]

## المعارض
- معرض شخصي في المركز الثقافي السوفيتي في بغداد عام 1966.
- معرض شخصي في جمعية الفنانين العراقيين في بغداد 1968.
- مشارك في معرض الفن العراقي المعاصر في الكويت 1971.
- مشارك في بينالي الكويت 1977.
- مشارك في معرض الفن العراقي الحديث في موسكو في روسيا 1978.
- مشارك في معرض الفن العراقي الحديث في المانيا 1982.
- مشارك في مهرجان بغداد العالمي للفن التشكيلي في بغداد وبينالي القاهرة الثالث في مصر 1988.
- مشارك في البينالي العالمي في هافانا في كوبا 1989.
- معرض شخصي على قاعة بلدنا في عمّان 1997.
- معرض شخصي على قاعة المركز الثقافي الإسباني في عمّان 1999.
- مشارك في المعرض المتجول لجمعية جنوب السويد الفنية في السويد 2000.
- مشارك في معرض فني في مدينة بوروفو في فنلندا 2003.
- مشارك في معرض في كاليري سيموني في لندن 2004.
- مشارك في المعرض الثقافي في هلسنكي وكوبنهاكن 2007.
- مشارك في معرض "رسامون عراقيون" بالتعاون مع جمعية الفنانين التشكيليين العراقيين وجمعية الفنانين اللبنانيين للرسم والنحت في بيروت 2016.[4]

## روابط خارجية
- https://youtu.be/7r-j63dkQFw